# Denis Komivi Amuzu-Dzakpah
Denis Komivi Amuzu-Dzakpah (ur. 10 października 1943 w Kpogame Tahasi) – togijski duchowny katolicki, arcybiskup Lomé w latach 2007–2019.

## Życiorys

### Prezbiterat
Święcenia kapłańskie otrzymał 22 maja 1972 z rąk kard. Juliusa Döpfnera. Był m.in. wykładowcą kolegium w Lomé, ojcem duchownym archidiecezjalnego seminarium oraz wikariuszem generalnym archidiecezji.

### Episkopat
8 czerwca 2007 papież Benedykt XVI mianował go biskupem ordynariuszem archidiecezji Lomé. Sakry biskupiej 15 sierpnia 2007 udzielił mu kard. Christian Wiyghan Tumi.
W czerwcu 2012 został wybrany wiceprzewodniczącym togijskiej Konferencji Episkopatu.
23 listopada 2019 przeszedł na emeryturę.